# Telus Tower (Toronto)
Pour les articles homonymes, voir Tour Telus.

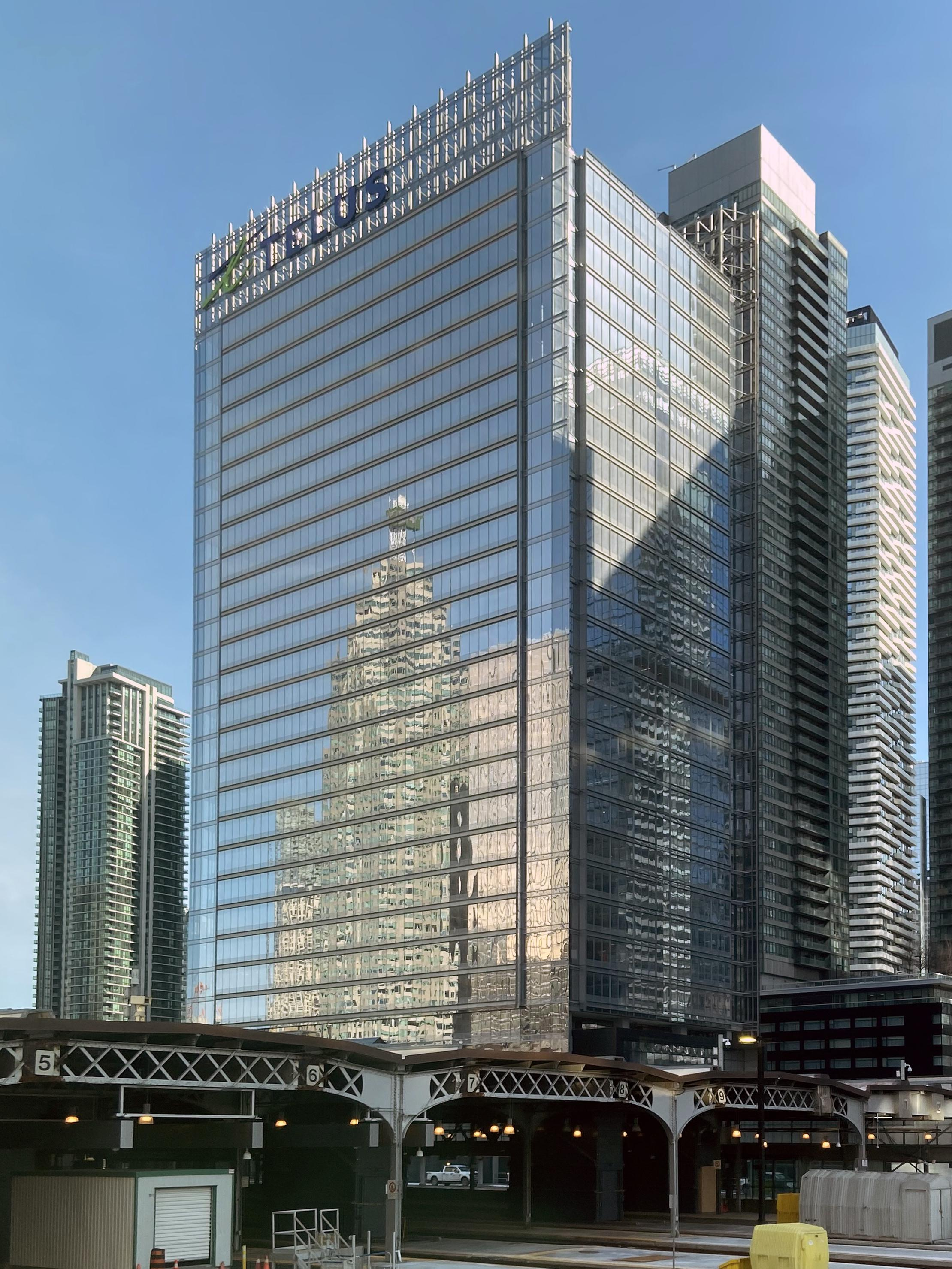
La Tour Telus, dans le quartier d'affaires de Toronto

La Telus Tower est un gratte-ciel de Toronto. Elle a été bâtie en 2009, après trois années de travaux, mesure 121,7 mètres de hauteur (136,1 mètres avec l'antenne) et compte 30 étages. La tour est l'œuvre des cabinets d'architectes Adamson Associates International et Sweeny Sterling Finalson & Co Architects Inc. Sa construction est contemporaine de bâtiments plus élevés comme la RBC Centre (en) ou encore le Bay-Adelaide Centre.
L'édifice, sis au 25 York Street, abrite principalement le siège ontarien de l'opérateur de télécommunications canadien Telus, d'où son nom.